# Человек, закапывающий норы
«Человек, закапывающий норы» (англ. Earthstopper on the Banks of the Derwent) — картина английского художника Джозефа Райта, завершённая в 1773 году. На картине изображён человек в красной куртке, ночью при свете луны и фонаря закапывающий лисьи норы на берегу реки Дервент в Дербишире. Норы закапываются для того, чтобы в дальнейшем охотник на лис мог убить зверя, не имеющего возможности спрятаться под землёй. Скорее всего, этот закапыватель и есть охотник; рядом с ним изображены его собака и лошадь. Снизу слева картина подписана надписью «J Wright P/1773». Вероятно, изображённая местность — Чёрч Рокс (Church Rocks), на юге Матлока.
Картина была написана в «итальянский» период творчества Райта; художник, известный своей передачей необычного освещения, на данной картине прорисовал ландшафт (что ранее было необычно для него, так как ландшафт он использовал ранее в качестве фона для портретов). Во время путешествия по Италии был написан ещё ряд пейзажей; в продолжение турне работа с этим жанром была особенно отточена в картинах об извержении Везувия. Противопоставление холодного света луны и тёплого света фонаря, освещающего поляну, создаёт на картине личное пространство вокруг копателя. Картина крайне детальна, прорисована вплоть до заплаты на лопате, отдельно стоит отметить прорисовку лохмотьев.
Согласно исследователю творчества Райта Бенедикту Николсону, данная картина вдохновила поэта Фрэнсиса Ноэля Кларка Манди (Francis Noel Clarke Mundy), позднее заказывавшего у Райта собственный портрет, на стихи из сборника Needwood Forest:

Его фонари мерцают на поляне,

Один, как могильщик со своей лопатой,

Приходит из своих пещер, чтобы изгнать

Полуночных хищников из леса…
Оригинальный текст (англ.)Whilst as the silver moonbeams rise,

Imagin'd temples strike my eyes

With tottering spire, and mouldering wall,

And high roof nodding to it's fall, —

His lanterns gleaming down the glade,

One, like a sexton with his spade,

Comes from their caverns to exclude

The midnight prowlers from the wood…

## Провенанс
Картина выставлялась в 1773 году и была куплена графом Филипом Йорком, членом Лондонского королевского общества и вторым графом Хардвикским; она находилась в собственности семьи Йорков, пока её не продал пятый граф Хардвикский, Чарльз Йорк, прозванный «Шампанским Чарли» и известный своей расточительностью. Картину в 1880 году купила семья Кристи (Christie), в которой она находилась до продажи в 1950 году Скулли (Scully). В итоге картина была куплена биографом Райта Бенедиктом Николсоном, который продал её через Artfond в коллекцию Музея и художественной галереи Дерби.